# Ub (město)
Ub (srbsky Уб) je město v Srbsku.

## Původ názvu
Nejpravděpodobnější teorií o původu názvu města je ta, že vznikl z latinského slova urb, znamenajícího město. Avšak podle legendy bylo město postaveno za vlády prince Kocela a pojmenováno po jeho bratru Slavoljubovi, přičemž byl název později zkrácen na Ub.

## Geografie
Městem protéká stejnojmenná řeka - Ub.

## Obyvatelstvo
| Rok  | Počet obyvatel |
| ---- | -------------- |
| 1948 | 1770           |
| 1953 | 2176           |
| 1961 | 2592           |
| 1971 | 3650           |
| 1981 | 4819           |
| 1991 | 5797           |
| 2002 | 6018           |
| 2011 | 6191           |

## Vzdělání
Ve městě se nachází Základní škola Milana Munjase.

## Sport
Ve městě sídlí fotbalový klub FK Jedinstvo Ub.

## Osobnosti města
- Dragan Džajić (*1946), fotbalista
- Dušan Savić (*1955), fotbalista